# Biaches
Biaches (picardisch: Biache) ist eine nordfranzösische Gemeinde mit 386 Einwohnern (Stand 1. Januar 2022) im Département Somme in der Region Hauts-de-France. Die Gemeinde gehört zum Arrondissement Péronne und ist Teil der Communauté de communes de la Haute Somme.

## Geographie
Biaches liegt westlich von Péronne an der Départementsstraße D1 und ist von Péronne durch das Tal der Somme getrennt. Am Rand der Gemeinde liegt ein Soldatenfriedhof (Nécropole nationale).

## Geschichte
Die Gemeinde war im Ersten Weltkrieg heftig umkämpft; besonders um das Gehöft La Maisonette tobten bei der Schlacht an der Somme 1916 schwere Kämpfe. Die Gemeinde erhielt als Auszeichnung das Croix de guerre 1914–1918.
| 1962 | 1968 | 1975 | 1982 | 1990 | 1999 | 2006 | 2018 |
| ---- | ---- | ---- | ---- | ---- | ---- | ---- | ---- |
| 354  | 341  | 377  | 410  | 427  | 416  | 406  | 364  |

## Sehenswürdigkeiten
- Kirche Saint-Médard

Von der ehemaligen Zisterzienserinnenabtei Biaches sind keine Überreste erhalten.